# IC 3024
IC 3024 ist eine Spiralgalaxie vom Hubble-Typ Sc im Sternbild Jungfrau auf der Ekliptik. Sie ist schätzungsweise 388 Millionen Lichtjahre von der Milchstraße entfernt. Unter der Katalognummer VCC 18 wird sie als Mitglied des Virgo-Galaxienhaufens gelistet, jedoch ist das Objekt zu weit entfernt.
Das Objekt wurde am 7. Mai 1904 von Royal Harwood Frost entdeckt.